# Egon Drews
Egon Drews   (Hamburg, 1 de juny de 1926 - Hamburg, 13 de gener de 2011) fou un piragüista alemany que va competir durant la dècada de 1950.
El 1952 va prendre part en els Jocs Olímpics d'Estiu de Hèlsinki on va disputar dues proves del programa de piragüisme. Fent parella amb Wilfried Soltau, guanyà la medalla de bronze en la competició del C-2, 1.000 metres i C-2, 10.000 metres. Quatre anys més tard, als Jocs de Melbourne, tornà a disputar dues proves del programa de piragüisme. Destaca la quarta posició en el C-2, 10.000 metres.
En el seu palmarès també destaquen deu campionats nacionals en el C2 i quatre per equips.